# Jean-Christophe Thomas
Jean-Christophe Thomas (Châlons-sur-Marne, Francia, 16 de octubre de 1964) es un exfutbolista francés que jugaba como centrocampista.

## Selección nacional
Fue internacional con Francia a nivel juvenil, militar y olímpico. 

### Participaciones en Eurocopas
| Copa                    | Sede       | Resultado |
| ----------------------- | ---------- | --------- |
| Eurocopa Sub-18 de 1983 | Inglaterra | Campeón   |

## Clubes
| Equipo                | País    | Año       |
| --------------------- | ------- | --------- |
| Sochaux               | Francia | 1985-1992 |
| Olympique de Marsella | Francia | 1992-1994 |
| Rennes                | Francia | 1994-1996 |
| Saint-Étienne         | Francia | 1996-1998 |

## Palmarés

### Campeonatos nacionales
| Título           | Equipo            | País    | Año  |
| ---------------- | ----------------- | ------- | ---- |
| Copa Gambardella | Sochaux (reserva) | Francia | 1983 |

### Copas internacionales
| Título                       | Equipo                | Sede              | Año  |
| ---------------------------- | --------------------- | ----------------- | ---- |
| Eurocopa Sub-18              | Francia sub-18        | Inglaterra        | 1983 |
| Liga de Campeones de la UEFA | Olympique de Marsella | Múnich (Alemania) | 1993 |